# Краще подзвоніть Солу (1 сезон)
Перший сезон американського драматичного телесеріалу «Краще подзвоніть Солу», прем'єра якого відбулася 8 лютого 2015 року, а завершився він 6 квітня 2015 року. Сезон складається з десяти епізодів, і він транслювався в США по понеділках на каналі AMC, за винятком пілотного епізоду, прем'єра якого відбулася в неділю. Серіал є спінофом «Пуститися берега», і його авторами стали Вінс Ґілліґан і Пітер Ґулд, обидва з яких працювали над «Пуститися берега».
Дія сезону розгортається у 2002 році, за винятком першої сцени пілота, де Сол (під псевдонімом «Джин») працює в Cinnabon, і Боб Оденкерк знову виконує роль Джеймса Моргана «Джиммі» Мак-Ґілла з «Пуститися берега», який пізніше стане відомим як Сол Ґудман із четвертого сезону. Джиммі — адвокат у скрутному становищі, який наглядає за своїм братом Чаком, який нібито страждає на електромагнітну надчутливість. Джонатан Бенкс також знову виконує роль Майка Ермантраута, колишнього співробітника поліції Філадельфії, який працює паркувальником, а пізніше приватним детективом та «чистильником».
Перший сезон «Краще подзвоніть Солу» отримав широке визнання, причому більшість вважала його гідним наступником «Пуститися берега». Сезон отримав шість номінацій на 67-й церемонії премії «Еммі», включаючи найкращий драматичний серіал.

## Виробництво

### Розробка
До липня 2013 року серіалу ще не дали зелене світло. Netflix був одним із зацікавлених дистриб'юторів, але у кінцевому підсумку була укладена угода між AMC і виробничою компанією «Пуститися берега» Sony Pictures Television. Ґілліґан і Ґулд виступили як шоуранери, а Ґілліґан також зняв пілотний епізод. Колишні сценаристи «Пуститися берега» Томас Шнауц і Дженніфер Хатчісон приєдналися до команди сценаристів, при цьому Шнауц став співвиконавчим продюсером, а Хатчісон стала супервайзовим продюсером. Також до команди сценаристів приєдналися Бредлі Пол та Гордон Сміт, який був помічником сценариста у «Пуститися берега».

### Кастинг
Боб Оденкерк виконує роль адвоката/афериста Джиммі Мак-Ґілла (раніше відомого як Сол Ґудман у «Пуститися берега»). У січні 2014 року було оголошено, що Джонатан Бенкс знову виконає роль Майка Ермантраута з «Пуститися берега», і що у нього буде одна з головних ролей.
Дін Норріс, який грав Генка Шрейдера в «Пуститися берега», оголосив, що він не з'явиться в серіалі, частково через те, що він знімався в серіалі CBS «Під куполом». Анна Ґанн також згадала про «розмову» з Гілліганом з приводу можливої гостьової появи в серіалі.
Майкл Маккін отримав роль старшого брата Джиммі, Чака. До акторського складу також входять Патрік Фабіан (Говард Гемлін), Рей Сігорн (Кім Векслер) та Майкл Мендо (Начо Варґа). У жовтні 2014 року Керрі Кондон отримала роль Стейсі Ермантраут, овдовілої невістки Майка. У листопаді 2014 року Джулі Енн Емері та Джеремі Шамос отримали ролі Бетсі та Крейга Кеттлманів.

### Зйомки
Як і в його попередника, дія «Краще подзвоніть Солу» розгортається в Альбукерці, Нью-Мексико, там же і знімають серіал. Коли 2 червня 2014 року почалися зйомки, Ґілліґан висловив деяке занепокоєння з приводу можливого розчарування від того, яким може виявитися серіал, і як можуть його прийняти глядачі, враховуючи, що Сол Ґудман був другорядним персонажем у «Пуститися берега».
У першій сцені пілотного епізоду Сол (тепер під псевдонімом Джин Такович) працює в Cinnabon в Небрасці. Дія цієї сцени розгортається в Омасі, але вона була знята в Альбукерці, Нью-Мексико, в торговому центрі Cottonwood Mall.

## В ролях

### Основний склад
- Боб Оденкерк у ролі Джиммі Мак-Ґілла, адвоката в скрутному становищі, який наглядає за своїм братом Чаком, який нібито страждає на електромагнітну надчутливість.
- Джонатан Бенкс у ролі Майка Ермантраута, колишнього співробітника поліції Філадельфії, який працює паркувальником, а пізніше приватним детективом та «чистильником».
- Рей Сігорн у ролі Кім Векслер, близького друга та коханки Джиммі, яка є адвокатом у «Гемлін, Гемлін і Мак-Ґілл»[18][19].
- Патрік Фабіан у ролі Говарда Гемліна, партнера Чака в юрфірмі «Хемлін, Хемлін і Мак-Ґілл» та суперника Джиммі.
- Майкл Мендо в ролі Начо Варґа, кримінального партнера Туко та члена банди Туко Саламанки.
- Майкл Маккін у ролі Чака Макгілла, старшого брата Джиммі, іменного партнера в «Гемлін, Гемлін і Мак-Ґілл», який нібито страждає на електромагнітну надчутливість.

### Другорядний склад
- Джеремі Шамос у ролі Крейга Кеттлмана, окружного скарбника, якого звинувачують у розтраті.
- Джулі Енн Емері в ролі Бетсі Кеттлман, дружини Крейга, яка також звинувачується в розтраті.
- Керрі Кондон у ролі Стейсі Ермантраут, овдовілої невістки Майка і матері Кайлі Ермантраут.
- Фейт Хілі у ролі Кайлі Ермантраут, онуки Майка.
- Айлін Фогарті в ролі місіс Нуін, власниці манікюрного салону, у задній кімнаті якого знаходиться адвокатська контора Джиммі (і його будинок).
- Пітер Дисет у ролі Білла Оуклі, заступника окружного прокурора.
- Омід Абтахі у ролі детектива Аббасі.
- Джо ДеРоса у ролі доктора Кальдери, ветеринара, який служить зв'язковим Майка Ермантраута зі злочинним світом.
- Денніс Буцикаріс у ролі Річа Швайкарта, адвоката з Sandpiper Crossing.
- Брендон До. Хемптон у ролі Ернесто, помічника Чака, який працює на HHM.
- Джош Фадем у ролі Джої Діксона, кіно-студента, який допомагає Джиммі знімати різноманітні проєкти.
- Джуліан Бонфільо в ролі звукорежисера, кіностудента, який допомагає Джиммі знімати різні проєкти.
- Стівен Левін та Деніел Спенсер Левін у ролях Ларса та Кела Ліндхольмів, близнюків -скейтбордистів та дрібних шахраїв.
- Мел Родрігес у ролі Марко Пастернака, кращого друга Джиммі та партнер зі злочину в Сісеро, Іллінойс.
- Джин Еффрон у ролі Айрін Лендрі, літньої клієнтки Джиммі Мак-Ґілла.

### Запрошені зірки
- Реймонд Крус у ролі Туко Саламанки, безжального, психованного розповсюджувача наркотиків у Південній Долині, який працює з Начо Варга.
- Міріам Колон у ролі бабусі Туко та матері Гектора.
- Сесар Гарсіа в ролі Ноу Доза, поплічника Туко.
- Хесус Райан-мол. у ролі Гонзо, поплічника Туко.
- Баррі Шабака Хенлі в ролі детектива Сандерса, копа з Філадельфії, який раніше був партнером Майка у поліції.
- Марк Прокш у ролі Деніела «Прайса» Вормолда, дрібного наркоторговця, який наймає Майка як охоронця.
- Стівен Огг у ролі Собчака, злочинець, якого наймає Прайс як охоронця разом із Майком.
- Клеа Дюваль у ролі доктора Крус, лікаря, яка лікує Чака і підозрює, що його стан є психосоматичним.

## Епізоди
| № загальний | № в сезоні | Назва                                        | Режисер          | Автор сценарію                    | Дата прем'єри   | Глядачі в США (млн) |
| --- | ---------- | -------------------------------------------- | ---------------- | --------------------------------- | --------------- | ------------------- |
| 1 | 1          | «Уно» «Uno»                                  | Вінс Ґілліґан    | Вінс Ґілліґан и Пітер Ґулд        | 8 лютого 2015   | 6,88                |
| Після подій «Пуститися берега» але до загибелі Уолтера Уайта Сол Ґудман живе в Омасі (штат Небраска) під іменем Джин, працює керуючим в кафе-пекарні Cinnabon. Одного вечора, вдома після роботи, він дивиться касету з рекламними роликами адвоката Сола Ґудмана… Дія повертається до 2002 року, коли Джиммі Мак-Ґілл (справжнє ім'я Сола) працює державним захисником в Альбукерці (Нью-Мексико). Джиммі живе і працює у заваленій кімнаті за в'єтнамським нігтьовим салоном, піклуючись про свого брата Чака. Чак вірить, що страждає від електромагнітної надчутливості. Від імені свого брата Джиммі люто і театрально протистоїть Говарду Гемліну, партнеру фірми «Гемлін, Гемлін і Мак-Ґілл» (HHM), вимагаючи перевести в готівку частку свого брата в 17 млн доларів. Джиммі влаштовує зустріч з Кеттлманами — сім'єю державного службовця, якого звинувачують у розтраті 1,6 млн доларів. Але Кеттлмани вирішують йти під захист адвокатів із HHM. Розчарований, Джиммі влаштовує аферу зі скейтбордистами — близнюками Ларсом і Келом, щоб отримати Кеттлманів в клієнти. Але афера не вдається, і в результаті Джиммі опиняється на мушці Туко Саламанка. |            |                                              |                  |                                   |                 |                     |
| 2 | 2          | «Міхо» «Mijo»                                | Мішель Макларен  | Пітер Ґулд / Гордон Сміт          | 9 лютого 2015   | 3,42                |
| Туко втягує Джиммі в будинок, і Джиммі пояснює, що скейтбордисти були частиною афери, але вони вийшли не на ту машину. Туко відводить Джиммі до гаража, де лежать зв'язані близнюки. Після того як їх розв'язують, Ларс каже, що це все ідея Джиммі, і це розлютувало Туко, і разом з дружками він відвозить усіх трьох у пустелю. Туко хоче знати, хто такий Джиммі насправді, погрожуючи відрізати йому палець, і під тиском Джиммі каже, що він агент ФБР. Але підручний Туко — Начо — бачить, що Джиммі бреше, і після розмови з ним Джиммі каже, що насправді він просто адвокат. Джиммі відпускають, але він залишається і вмовляє не вбивати близнюків, і в результаті вони сходяться на тому, щоб зламати їм ноги. Джиммі відвозить потерпілих близнюків до лікарні, і його називають найгіршим адвокатом у світі. Пізніше Начо приходить до Джиммі до його офісу у в'єтнамському салоні, говорить про те, що збирається пограбувати Кеттлманів, і обіцяє Джиммі 10 % за сприяння. Джиммі відмовляється, сказавши, що він адвокат, а не злочинець. Начо залишає йому свій телефон, щоб він подзвонив коли передумає. |            |                                              |                  |                                   |                 |                     |
| 3 | 3          | «Начо» «Nacho»                               | Террі Макдоно    | Томас Шнауц / Гордон Сміт         | 16 лютого 2015  | 3,23                |
| Флешбек: Джиммі у в'язниці за декількома звинуваченнями, у тому числі за підозрою в сексуальному домаганні; його відвідує Чак і каже, що готовий допомогти лише в обмін на тверду обіцянку, що Джиммі зав'язує з усім, у що він втягнувся. 2002 року Джиммі анонімно попереджає Кеттлманів про те, що їм загрожує небезпека. Вранці Джиммі з'являється біля будинку Кеттлманів і дізнається, що їх викрали. Начо заарештовано: сусіди побачили його у припаркованій машині. Начо звинувачує Джиммі, що той все підлаштував, і погрожує вбити його, якщо той не доведе невинність Начо. Джиммі висуває теорію, що Кеттлмани викрали самі себе і намагається її довести. Поліція йому не вірить, але йому повірив Майк — відставний поліцейський, який працює охоронцем біля міського суду. За порадою Майка Джиммі шукає родину поблизу будинку і знаходить їх разом із грошима. |            |                                              |                  |                                   |                 |                     |
| 4 | 4          | «Герой» «Hero»                               | Колін Баксі      | Дженніфер Гатчинсон / Гордон Сміт | 23 лютого 2015  | 2,87                |
| Флешбек: Джиммі разом із другом розводять на гроші п'яного відвідувача бару. Нині (2002 рік) Джиммі пропонує свої послуги Кеттлманам; вони відмовляються, запропонувавши йому 30 000 доларів за мовчання. Джиммі допомагає Начо вийти з-під арешту, але Начо зрозумів, хто попередив Кеттлманів, і попереджає Джиммі про «наслідки». Джиммі використовує гроші Кеттлманів для того, щоб купити костюм точно як у Говарда Гемліна і розміщує білборд, який копіює стиль HHM. Гемлін домагається судової заборони такої реклами. Джиммі намагається використати епізод зі зняттям білборда для того, щоб виставити Гемліна та HHM у поганому світлі. Але в ході зйомки епізоду робітник зривається зі щита, повисаючи на тросі, і Джиммі рятує його від падіння — це потрапляє на телебачення і в газети. Наступного ранку Джиммі привозить продукти в будинок Чака і забирає місцеву газету, щоб Чак не побачив новину про витівку Джиммі. Не виявивши газети, Чак насилу вибирається назовні, щоб узяти газету в сусіднього будинку, і дізнається про геройство Джиммі. |            |                                              |                  |                                   |                 |                     |
| 5 | 5          | «Альпійський пастушок» «Alpine Shepherd Boy» | Ніколь Кассель   | Бредлі Пол / Гордон Сміт          | 2 березня 2015  | 2,71                |
| Сусідка Чака стає свідком його походу за газетою та викликає поліцію. Чак заарештований та госпіталізований. Лікар пропонує примусове лікування Чака як розумово хворої людини, але Джиммі вдається запевнити її в тому, що Чак цілком у здоровому розумі і може лікуватися вдома. Лікар доводить, що порушення Чака суто психосоматичне. Завдяки «геройству» Джиммі знаходить нових клієнтів, проте всі вони дещо дивні. Одна з нових клієнток виявляється старою леді, яка складає заповіт. Тоді друг Джиммі, адвокат Кім, підказує йому, що, можливо, варто спеціалізуватися на літніх клієнтах. Джиммі приймає її пораду і починає рекламувати себе в будинках для людей похилого віку. Тим часом Майка (працюючого охоронцем у будці на стоянці суду) відвідують поліцейські з Філадельфії. |            |                                              |                  |                                   |                 |                     |
| 6 | 6          | «П'ять О» «Five-O»                           | Адам Бернштейн   | Гордон Сміт                       | 9 березня 2015  | 2,57                |
| У флешбеку Майк прибуває в Альбукерці поїздом і зустрічає свою невістки Стейсі. З їхньої розмови з'ясовується, що син Майка — Метті — який також був копом, був нещодавно вбитий. Майк знаходить ветеринара, пов'язаного з криміналом, щоб вилікувати свою вогнепальну рану. Ветеринар пропонує Майку допомогу у пошуку роботи, але Майк відхиляє пропозицію. У теперішньому часі (2002 рік) Майка приводять у поліцейську дільницю і він вимагає Джиммі адвокатом. Він просить Джиммі пролити каву на одного з поліцейських, щоб Майк міг вкрасти його блокнот. Джиммі спочатку відмовляється, але зрештою виконує цей трюк. Прочитавши блокнот, Майк розуміє, що це Стейсі викликала детективів. Він сперечається з нею і доводить, що Метті був єдиним «незамараним» поліцейським у відділку. Ще один флешбек — вечір, біля бару Майк врізається в поліцейську машину, входить до бару. Сильно напившись, він говорить двом поліцейським, Хоффману та Френськи, що знає про те, що вони зробили. Спотикаючись, Майк повідомляє, що збирається в Альбукерке, і залишає бар. Детективи садять Майка в свою машину, де Майк пояснює — він знає, що вони вбили Метті, бо боялися, що він все розповість. Детективи збиралися вбити Майка на пустельній стоянці з його пістолета, але виявилося, що Майк імітував стан сп'яніння, і діставши другий пістолет, він вбиває обох. У 2002 році Майк пояснює Стейсі, що це він «зламав» Метті, змусивши його взяти хабар, але його партнери бачили його сумніви і все одно вбили його. |            |                                              |                  |                                   |                 |                     |
| 7 | 7          | «Бінґо» «Bingo»                              | Лариса Кондрацкі | Дженніфер Гатчинсон / Гордон Сміт | 16 березня 2015 | 2,67                |
| Майка та Джиммі викликали в ділянку з приводу зникнення блокнота, і молодий детектив звинувачує їх у крадіжці. Джиммі повертає блокнот та запевняє, що знайшов його на парковці буквально перед зустріччю з детективом. Наступного дня Джиммі приводить Кім у свій новий офіс, який збирається орендувати за гроші Кеттлманів, і пропонує їй партнерство, але та відмовляється. Повернувшись до HHM, Кім пропонує Кеттлманам найкращу з можливих угод, за якою Крейґ сяде у в'язницю на 16 місяців (замість 30 років), але з однією умовою: всі гроші треба буде повернути. Бетсі відмовляється від угоди Кім та послуг HHM і залишає офіс разом із Крейґом. Тим часом Джиммі, проводячи лотерею «Бінґо» в будинку для людей похилого віку, отримує дзвінок від Кеттлманів і зустрічається з ними в кафе. Кеттлмани тепер хочуть, щоб Джиммі захищав їхні інтереси, але з обов'язковою умовою, що ніхто не повинен сісти до в'язниці. Джиммі намагається повернути їх Кім, але зустрічає опір: Бетсі каже, що для того, щоб здійснити угоду, їм потрібні всі гроші, зокрема, передані Джиммі. Того ж вечора Джиммі наймає Майка, щоб той украв у Кеттлманів заховані ними гроші, і додає до цих грошей свої. Наступного дня Джиммі приїжджає до Кеттлманів і каже, що їх грошей більше немає, тим самим примушуючи їх до угоди, підготовленої Кім. Жахливо розчаровані, Кеттлмани погоджуються через брак іншого виходу. Пізніше Джиммі повертається в офіс, який збирався зняти, але не зміг через угоду Кім, і випускає своє роздратування, люто стукаючи двері. |            |                                              |                  |                                   |                 |                     |
| 8 | 8          | «Ріко» «RICO»                                | Колін Баксі      | Гордон Сміт                       | 23 березня 2015 | 2,87                |
| Флешбек: Джиммі працює рознощиком пошти у HHM. Він просить Кім відкрити для нього лист із результатом іспиту. Іспит здано, Кім цілує Джима в губи. Потім Джиммі показує листа Чаку і пояснює, що він пройшов навчання на адвоката через курс дистанційного навчання в «Університеті Американського Самоа». Чак начебто радіє за нього. Пізніше в поштовій кімнаті відбувається святкування з тортом, але приходить Говард і каже, що HHM відмовляється від послуг Джиммі як адвоката. В 2002 році Гемлін веде прес-конференцію, в якій він висвітлює угоду з Кеттлманами; в цей час Джиммі відвідує клієнтів у будинку для людей похилого віку «Сендпайпер Кроссінґ» (Sandpiper Crossing). У кімнаті своєї клієнтки він виявляє, що SC нараховує до сплати зайві гроші. Джиммі приїжджає в будинок Чака і розповідає йому про цю аферу. Чак каже, що потрібно зібрати більше інформації. Джиммі повертається до SC, але його звідти видворяють. Тим часом Майк приймає дзвінок від Стейсі, яка просить його посидіти з Кейлі. Пізніше того ж вечора Джиммі риється у смітті SC у пошуках документів, що пройшли через шредер, і привозить цілу купу паперових стрічок у будинок Чака, але, втомившись розбирати їх, швидко засинає. Чак зміг зібрати частину сторінок, які доводять вину SC. Майк проводить день з Кейлі, і Стейсі запитує його, чи може вона використати гроші, які прийняв Метті. Майк каже, що їх можна витратити і відвідує ветеринара, щоб знайти підробіток. У будинку Чака Джиммі влаштовує зустріч з адвокатами SC, де вони пропонують 100 тисяч доларів відступних, але Чак каже, що погодиться тільки на 20 мільйонів доларів. Пізніше Чак пояснює, що бачить спосіб виграти, чим Джиммі дуже втішений. Наступного дня Джиммі повертається до будинку Чака зі справами клієнтів та засинає на дивані. Чак виходить з дому, щоб забрати решту коробок, і зупиняється на місці здивований. |            |                                              |                  |                                   |                 |                     |
| 9 | 9          | «Червоний перець» «Pimento»                  | Томас Шнауц      | Томас Шнауц                       | 30 березня 2015 | 2,38                |
| Чак і Джиммі насолоджуються погодою в парку — виявилося, що Чак може проводити на вулиці більше часу, ніж він очікував, але через деякий час він відчуває, що має повернутися до будинку. Майк приносить собаку в будинок Стейсі та Кейлі (ту ж, що він використав як привід прийти до ветеринара) і отримує дзвінок з приводу підробітку. Джиммі приїжджає до суду, щоб оскаржити заборону відвідування SC, і повністю перемагає. Повернувшись у будинок Чака, він бачить безліч коробок з паперами від SC, і Чак умовляє Джиммі віддати справу HHM — вона надто велика для двох адвокатів. Пізніше того ж вечора Чак вибирається з дому і комусь дзвонить з мобільника Джиммі. Наступного дня в паркінгу зустрічаються запрошені на підробіток — Майк, балакучий найманець на ім'я Собчак і здоровань. Коли з'являється клієнт, Майку вдається знешкодити Собчака, а здоровань утікає, тим самим один Майк отримує роботу за трьох. Тим часом Чак та Джиммі готуються до візиту до HHM, підшиваючи «космічну ковдру» Чака в підкладку його костюма. Брати Мак-Ґілл представляють справу Говарду Гемліну. Говард готовий взяти справу, але не готовий взяти Джиммі. Спересердя Джиммі відмовляється віддавати справу Говарду і посилає його до біса. Кім сперечається з Говардом щодо цього рішення, але він розкриває їй щось про цю справу. Майк та його клієнт чекають Начо та його друзів, щоб обміняти таблетки на гроші. Коли угода завершена, клієнт виправдовується, що він «не погана людина», але Майк заперечує, що він тепер належить до криміналу і звичайна мораль тут уже не застосовується. Кім зустрічається з Джиммі і намагається переконати його прийняти угоду Говарда і віддати справу HHM, і Джиммі сердиться на неї. Коли він залишається в офісі один і ставить телефон на зарядку, на нього знаходить осяяння. Наступного дня він приходить у будинок Чака і звинувачує його в тому, що той зателефонував Говарду перед зустріччю в HHM, і це саме Чак не хотів, щоб Говард найняв Джиммі, ще з тих часів, коли Джиммі працював у поштовому відділі. Джіммі вимагає пояснити, чому, і Чак пояснює, він ніколи не вважав Джіммі справжнім адвокатом, і що Джіммі анітрохи не змінився з часів, коли він був «Падучим Джиммі». Джиммі каже, що він тепер сам по собі, і злісно їде геть. |            |                                              |                  |                                   |                 |                     |
| 10 | 10         | «Марко» «Marco»                              | Пітер Ґулд       | Пітер Ґулд                        | 6 квітня 2015   | 2,53                |
| Флешбек: у містечку Сісеро в барі Джиммі прощається з Марком — своїм другом і напарником, з яким разом розводив простаків. Джиммі їде з братом Чаком до Альбукерки. У 2002 році Джиммі зустрічається з Говардом Гемліном, щоб отримати свої $20000 «відступних» за справу SC, а також передати список продуктів і запасів, які потрібно регулярно доставляти Чаку. Після цього Джиммі знову веде гру «Бінґо» в будинку для людей похилого віку, і у нього трапляється зрив. Він усе кидає і знову їде в Сісеро, щоб побачитися з Марком. У барі вони влаштовують аферу з рідкісними монетами, розводячи заїжджого бізнесмена. Наступного тижня вони провертають кілька вдалих справ подібного роду. Якось уранці Джиммі пояснює, що тепер він адвокат і йому треба повертатися до Альбукерки. Марко вмовляє його провернути ще одну, останню справу з підробленим годинником Ролекс, але в ході афери у Марко трапляється серцевий напад, і він помирає, перед смертю повідомляючи, що це був найкращий тиждень у його житті. Джиммі тужить і надягає перстень Марко. Дзвонить Кім і повідомляє, що велика фірма з Санта-Фе, Девіс і Мейн (Davis & Main), була вражена діями Джиммі у справі SC і тепер вони пропонують Джиммі можливість стати партнером. Джиммі повертається до Альбукерки. Зустрівши Майка, він питає його, чому вони тоді віддали ті $1,6 млн Кеттлманів, чому не залишили собі. Майк відповідає, що він просто виконував свою роботу. А Джиммі каже, що наступного разу ніщо не зупинить його зробити це. |            |                                              |                  |                                   |                 |                     |

## Трансляція
У грудні 2013 року Netflix оголосив, що весь перший сезон буде доступний для трансляції в США та Канаді після виходу фіналу першого сезону, а в Латинській Америці та Європі кожен епізод буде доступний за кілька днів після виходу епізоду в США. В Австралії прем'єра «Краще дзвоніть Солу» відбулася на стрімінговому сервісі Stan 9 лютого 2015 року, виступаючи як флагманська програма сервісу. У Великобританії та Ірландії Netflix придбав серіал 16 вересня 2013, і прем'єра першого епізоду відбулася 9 лютого 2015, а прем'єра другого епізоду відбулася наступного дня. Після цього кожен наступний епізод завантажувався щотижня.

## Реакція

### Реакція критиків
Перший сезон «Краще подзвоніть Солу» отримав похвалу від критиків, особливо за акторську гру, сценарій та режисуру, і багато критиків назвали його гідним наступником «Пуститися берега». На сайті Rotten Tomatoes у першого сезону рейтинг 97 % на основі 68 відгуків, із середнім рейтингом 8,03/10. Консенсус сайту говорить: «„Краще подзвоніть Солу“ — химерне, темне вивчення персонажів, яке примудряється стояти на своєму, при цьому не залишаючись у тіні серіалу, який породив його». На сайті Metacritic перший сезон має рейтинг 78 зі 100, на основі 43 відгуків, що вказує на «загалом сприятливі відгуки».
У своєму огляді про двосерійну прем'єру, Ханк Стювер з The Washington Post оцінив її на «B+» і написав, що серіал «відповідає тону і стилю оригінального, тепер уже класичного серіалу», і що він «піднімає більше питань за дві години, ніж чим відповідає на них». Стівен Марч з «Esquire» написав, що перші кілька епізодів були кращими, ніж у «Пуститися берега». Кірстен Акуна з «Business Insider» оголосила початкові епізоди «усім, що ви могли б бажати від телесеріалу-спінофа». Алессандра Стенлі з «The New York Times» написала: «„Краще подзвоніть Солу“ — краще, ніж добре: Він чудовий — в жорстокому, похмуро-комічному сенсі, звичайно». Письменник Ерік Конігсберг із «Vulture» зазначив, що шоу було особливим, оскільки це був «перший спіноф цієї золотої доби кабельного телебачення». Брайан Таллеріко з RogerEbert.com дав першому сезону позитивний відгук, сказавши: "«Краще подзвоніть Солу» — це не тільки відмінне шоу в контексті програми, яка породило його, але воно буде і відмінним за участю або без участі Уолтера Уайта.

### Рейтинги
Прем'єрний епізод серіалу, «Уно», став найбільшим в історії кабельного телебачення, зібравши 4,4 мільйона та 4 мільйони глядачів у демографічних категоріях 18-49 та 25-54, відповідно, і його загалом подивилося 6,9 мільйонів глядачів.

### Нагороди
| Рік  | Церемонія                                            | Категорія                                                                  | Номінант                                                     | Результат |
| ---- | ---------------------------------------------------- | -------------------------------------------------------------------------- | ------------------------------------------------------------ | --------- |
| 2015 | Премія Американського інституту кіномистецтва (2015) | Телепрограма року                                                          | «Краще подзвоніть Солу»                                      | Перемога  |
| 2015 | 5-а церемонія премії телевізійних критиків           | Найкращий актор у драматичному серіалі                                     | Боб Оденкерк                                                 | Перемога  |
| 2015 | 5-а церемонія премії телевізійних критиків           | Найкращий актор другого плану у драматичному серіалі                       | Джонатан Бенкс                                               | Перемога  |
| 2015 | 31-я церемонія премії TCA                            | Найкраща нова програма                                                     | «Краще подзвоніть Солу»                                      | Перемога  |
| 2015 | 31-я церемонія премії TCA                            | Особисті досягнення в драмі                                                | Боб Оденкерк                                                 | Номінація |
| 2015 | 67-я церемонія премії «Еммі»                         | Найкращий драматичний серіал                                               | «Краще подзвоніть Солу»                                      | Номінація |
| 2015 | 67-я церемонія премії «Еммі»                         | Найкраща чоловіча роль у драматичному телесеріалі                          | Боб Оденкерк                                                 | Номінація |
| 2015 | 67-я церемонія премії «Еммі»                         | Найкраща чоловіча роль другого плану в драматичному телесеріалі            | Джонатан Бенкс                                               | Номінація |
| 2015 | 67-я церемонія премії «Еммі»                         | Найкращий сценарій драматичного телесеріала                                | Гордон Сміт («П'ять О»)                                      | Номінація |
| 2015 | 67-я церемонія творчої премії «Еммі»                 | Найкращий монтаж однокамерного драматичного телесеріала                    | Келлі Діксон («П'ять О»)                                     | Номінація |
| 2015 | 67-я церемонія творчої премії «Еммі»                 | Найкращий монтаж однокамерного драматичного телесеріала                    | Келлі Діксон і Кріс Маккалеб («Марко»)                       | Номінація |
| 2015 | 67-я церемонія творчої премії «Еммі»                 | Найкращий звук у комедійному або драматичному серіалі                      | Філліп В. Палмер, Ларрі Бенджамін, Кевін Валентайн («Марко») | Номінація |
| 2015 | 20-я церемонія премії «Супутник»                     | Найкращий драматичний телесеріал                                           | «Краще подзвоніть Солу»                                      | Перемога  |
| 2015 | 20-я церемонія премії «Супутник»                     | Найкраща чоловіча роль в драматичному телесеріалі                          | Боб Оденкерк                                                 | Номінація |
| 2015 | 20-я церемонія премії «Супутник»                     | Найкраща чоловіча роль другого плану в серіалі, міні-серіалі чи телефільмі | Джонатан Бенкс                                               | Номінація |
| 2015 | 20-я церемонія премії «Супутник»                     | Найкраща жіноча роль другого плану в серіалі, міні-серіалі чи телефільмі   | Рей Сігорн                                                   | Перемога  |
| 2015 | 68-а церемонія премії Гільдії сценаристів США        | Драматичний серіал                                                         | «Краще подзвоніть Солу»                                      | Номінація |
| 2015 | 68-а церемонія премії Гільдії сценаристів США        | Новий серіал                                                               | «Краще подзвоніть Солу»                                      | Номінація |
| 2015 | 68-а церемонія премії Гільдії сценаристів США        | Епізод драматичного серіалу                                                | Вінс Ґілліґан и Пітер Ґулд («Уно»)                           | Перемога  |
| 2015 | Премія Гільдії кіноакторів США (2016)                | Найкраща чоловіча роль у драматичному серіалі                              | Боб Оденкерк                                                 | Номінація |
| 2015 | 73-тя церемонія премії «Золотий глобус»              | Найкраща чоловіча роль у телесеріалі                                       | Боб Оденкерк                                                 | Номінація |